# Phuthaditjhaba
Phuthaditjhaba ist eine Stadt in der Lokalgemeinde Maluti-a-Phofung, Distrikt Thabo Mofutsanyana der südafrikanischen Provinz Freistaat. Sie war seit 1974 der Verwaltungssitz des ehemaligen südafrikanischen Homelands QwaQwa.

## Geschichte
2011 hatte die Stadt 54.661 Einwohner (Volkszählung). Der Name Phuthaditjhaba kommt aus dem Sesotho und bedeutet ‚Versammlungsort der Stämme‘. Die Stadt wird hauptsächlich von Menschen der Stämme Kgolokwe und Tlokwa bewohnt. Die Stadt liegt 1646 Meter über dem Meeresspiegel.
Die Umsiedlersiedlung Phuthaditjhaba in der Region Witsieshoek wurde aufgebaut, um Familien von Migranten Wohnstätten zur Verfügung zu stellen, die als tägliche Pendler nach Bethlehem oder Harrismith zur Arbeit fuhren. Im Oktober 1974 kamen im Rahmen einer Umsiedlungsaktion mehr als 2000 Familien nach Tseki in Witsieshoek. Die meisten von ihnen waren durch die Behörden des Homelands Bophuthatswana von Kromdraai gewaltsam aus ihrem bisherigen Wohnumfeld herausgedrängt worden.

## Geographie
Mitunter wurde die Ortschaft als Witzieshoek oder Witsieshoek bezeichnet. Eine solche Namensverwendung geht originär auf das Witzieshoek Native Reserve zurück, die Wohnregion einer indigenen Bevölkerungsgruppe. Das Reservat (Fläche: 105.000 Acre, etwa 42.000 ha oder 420 km²) wurde nach einem früheren Chief der Makholoko benannt, der hier zwischen 1839 und 1856 lebte. Sein Name ist als „Oetse“, auch „Witsie“ und „Wetsi“ überliefert. Der Regionalbegriff Witsieshoek wird als Bestandteil von QuaQua angegeben.

## Persönlichkeiten
- Tlotliso Leotlela (* 1998), Leichtathlet